# Pattinaggio di figura al XV Festival olimpico invernale della gioventù europea
Il Pattinaggio di figura al XV Festival olimpico invernale della gioventù europea si è svolto dal 20 al 25 marzo 2022 alla Vuokatti Arena di Vuokatti in Finlandia. 

## Podi

### Ragazzi
| Evento                                   | Oro           | Punteggio | Argento                 | Punteggio | Bronzo           | Punteggio |
| Pattinaggio di figura ragazzi (dettagli) | Arlet Levandi | 209.54    | Raffaele Francesco Zich | 187.83    | Casper Johansson | 185.76    |

### Ragazze
| Evento                                   | Oro           | Punteggio | Argento      | Punteggio | Bronzo      | Punteggio |
| Pattinaggio di figura ragazze (dettagli) | Lorine Schild | 166.98    | Olivia Lisko | 155.03    | Sarina Joos | 153.43    |

## Medagliere
| Pos. | Paese     | Oro | Argento | Bronzo | Totale |
| ---- | --------- | --- | ------- | ------ | ------ |
| 1    | Estonia   | 1   | 0       | 0      | 1      |
| 1    | Francia   | 1   | 0       | 0      | 1      |
| 3    | Italia    | 0   | 1       | 0      | 1      |
| 3    | Finlandia | 0   | 1       | 0      | 1      |
| 5    | Svizzera  | 0   | 0       | 1      | 1      |
| 5    | Svezia    | 0   | 0       | 1      | 1      |